# Първенство на България по футзал
Държавното първенство на България по футзал е български турнир за определяне на шампиона по футзал, организиран от БФС и Аматьорската футболна лига.
В първенството участват 8 отбора с аматьорски и полупрофесионален статут, като се играе на принципа „всеки срещу всеки“ (отборите играят помежду си по 4 пъти). За победа се дават 3 точки, за равенство – 1, а за загуба не се присъждат точки.
Временното и крайното класиране се съставят по броя спечелени точки. Ако 2 отбора имат еднакъв брой точки, по-предно място в общото класиране придобива отборът, който има по-добър резултат в срещите помежду им или е отбелязал повече голове на чужд терен в срещите помежду им. При ново равенство в показателите се взема предвид головата разлика на отборите, повече отбелязани голове в шампионата, а при равенство и на тези резултати – чрез жребий.
Първите 4 отбора в класирането след редовния сезон се класират за „финална четворка“. Домакинството на финалната четворка се определя от отбора, завършил на първо място след редовния сезон. Във финалната четворка тимовете играят отново всеки срещу всеки (по веднъж), като отборът, събрал най-много точки в този турнир, се обявява за държавен първенец. Той добива правото на участие в Шампионската лига по футзал от етап, зависящ от коефициента му в европейските клубни турнири на УЕФА.

## Отбори
Първенство на България по футзал сезон 2019/20
- Черно море
- Черно море Мания
- Левски
- УНСС
- Русе
- Варна сити

## Шампиони на България
- 2004 – ФК МАГ (Варна)
- 2005 – Пикадили
- 2006 – ФК Младост (София)
- 2007 – Пикадили
- 2008 – ФК Надин (София)
- 2009 – МФК Варна
- 2010 – ФК Левски София-Запад
- 2011 – МФК Варна
- 2012 – ФК Гранд Про Коктейлс (Варна)
- 2013 – ФК Гранд Про Коктейлс (Варна)
- 2014 – ФК Гранд Про Коктейлс (Варна)
- 2015/2016 – ФК Гранд Про Коктейлс (Варна)
- 2016/2017 – ФК Левски София-Запад
- 2017/2018 – Варна Сити
- 2018/2019 – Варна Сити
- 2019/2020 – Черно море (Варна)
- 2020/2021 – Варна Сити
- 2021/2022 – Амиго Северозапад
- 2022/2023 – Амиго Северозапад
- 2023/2024 – Амиго Северозапад

## Първо държавно първенство по футзал сезон 2003 – 04
Крайно класиране
1. МАГ (Варна) 18 14 2 2 119 – 57 44 т
2. Академик-Микс (София) 18 13 4 1 102 – 66 43т.
3. Факс (София) 18 10 3 5 139 – 97 33 т
4. Пикадили (Варна) 18 9 6 3 78 – 59 33 т.
5. Олимпиец (Русе) 18 9 2 7 90 – 79 29 т.
6. Левски-Спартак МВР (София) 18 8 3 7 88 – 74 27т.
7. Черноломец (Русе) 18 8 2 8 99 – 102 26т.
8. Виктория (София) 18 4 0 14 64 – 131 12т
9. Левски (София) 18 3 0 15 65 – 96 9т.
10. ФК Г (София) 18 1 0 17 55 – 138 3т.